# بيرتشيس
بيرتشيس هي مدينة من مدن هايتي. يبلغ عدد سكانها 8,344 نسمة وذلك حسب إحصائيات سنة 7 أغسطس 2003. يبلغ ارتفاع المدينة عن سطح البحر قرابة 99 متر.